# Johns Hopkins
Este artigo é sobre o filantropo quaker. Para a universidade homônima, ver Johns Hopkins University.
Johns Hopkins (Condado de Anne Arundel, Maryland, 19 de maio de 1795 — Baltimore, 24 de dezembro de 1873) foi um rico empreendedor, filantropo e abolicionista estadunidense, lembrado principalmente pela criação das instituições que ostentam seu nome, tais como a Johns Hopkins University (JHU), Johns Hopkins Hospital e Johns Hopkins School of Medicine.
Ele tinha 10 irmãos e sua fortuna veio principalmente por investimentos no setor atacadista e em indústrias emergentes, como a Ferrovia Baltimore e Ohio, da qual se tornou diretor em 1847. Quando Hopkins morreu sem deixar descendência em 1873, sua fortuna pessoal chegava a 7 milhões de dólares, principalmente em ações. No seu testamento, feito em 1867, determinou que o seu legado fosse utilizado para a criação de uma universidade e de um hospital - a Universidade e o Hospital Johns Hopkins, em Baltimore, Maryland. Tratava-se, na época, da maior doação privada feita nos Estados Unidos. 
"Ele acreditava em melhorar a saúde pública e a educação", escreve a JHU em seu website. 

## Origem do nome
Muitas vezes seu nome é, erradamente, grafado "John". O peculiar nome de Johns Hopkins é, na origem, o apelido da sua bisavó, Margaret Johns, que se casou com Gerard Hopkins. O casal batizou seu filho Johns Hopkins. O mesmo nome foi dado ao neto deste - o fundador da universidade.